# ديان ديلانو
ديان ديلانو (بالإنجليزية: Diane Delano)‏ (29 يناير 1957 – 13 ديسمبر 2024) هي ممثلة أمريكية، ولدت في 29 يناير 1957 بلوس أنجلوس في الولايات المتحدة.

## أعمال

### أفلام
- (2003) جيبرز كريبرز 2[6]
- (2006) الرجل الغصن[7]

### مسلسلات
- أم
- أميريكان داد!
- جيك لونغ
- إليين فورس
- خطوة بخطوة
- دارما وغريغ
- ذا ميدل
- رجلان ونصف
- فتاتان مفلستان
- مراهقو التايتنز
- ويزردز أوف ويفرلي بليس[8]

## وصلات خارجية
- ديان ديلانو على موقع IMDb (الإنجليزية)
- ديان ديلانو على موقع ألو سيني (الفرنسية)
- ديان ديلانو على موقع أول موفي (الإنجليزية)
- ديان ديلانو على موقع قاعدة بيانات الأفلام السويدية (السويدية)
- ديان ديلانو على موقع قاعدة بيانات الفيلم (الإنجليزية)
- ديان ديلانو على موقع كينوبويسك (الروسية)